# Ренков, Александр Степанович
Алекса́ндр Степа́нович Ренко́в (10 июля 1917, Рыльск, Курская губерния — 14 марта 1990, Москва) — советский кинооператор, специалист в области комбинированных съёмок фильмов, заслуженный работник культуры РСФСР (1974).

## Биография
Родился в Рыльске (Курская губерния), кроме него у его родителей было ещё двое сыновей.
В возрасте семнадцати лет приступил к работе в Москве на кинофабрике «Мосфильм» под началом старшего брата Николая, кинооператора. В 1935 году вступил в ВЛКСМ. С сентября 1938 года проходил службу в Красной армии — рядовым.
С началом войны был призван Киевским райвоенкоматом Москвы, воевал на Северо-Западном фронте в составе 34-й армии, в августе 1941-го участвовал в Контрударе под Старой Руссой, а 13 сентября 1941-го в ходе операции за Демянск части 34-й армии вместе с частями 11-й и 27-й армией попали в окружение — всего тогда в плен попало 35 тыс. человек. Был освобождён 5 мая 1945 года. До мая 1946 года служил в 101-м стрелковом полку в качестве рядового. 
После демобилизации вернулся на «Мосфильм» в качестве ассистента оператора — («Повесть о „Неистовом“» (1947) и другие). Его формирование как оператора пришлось на момент перехода кино на цветную киноплёнку, неизбежно приведшего к изменениям и в технологии комбинированных съёмок. А. Ренков оказался в числе первых операторов, освоивших новый метод блуждающей маски и успешно применявших его при киносъёмке.

А. Ренков как бы взял эстафету старшего брата в работе над фильмами-сказками А. Птушко. Каждый фильм — россыпь оригинальных творческих решений, соединивших сразу несколько способов создания комбинированного изображения.
— Дмитрий Масуренков, «Техника и технологии кино» 2006
Последней картиной, где братья Ренковы работали вместе, стала «Хованщина». На натурной площадке Воробъёвых гор близ «Мосфильма» при помощи перспективных совмещений крупномасштабных макетов с декоративными достройками их старанием воссоздавались виды Москвы XVII века. В дальнейшем они трудились отдельно друг от друга.
 Это не помешало путанице в перечне созданных ими картин — даже в профильных энциклопедических изданиях, таких как Кино. Энциклопедический словарь 1987 года фильмы с участием Ренкова-младшего приписываются Ренкову-старшему: «Сказка о царе Салтане» (1966), «Директор» (1969), «Командир счастливой «Щуки»» (1972), а имя А. С. Ренкова встречается лишь в связи с «Весёлыми звёздами» (1954) в статье об операторе Б. К. Горбачёве.

…интересную работу провели в фильме «Илья Муромец» операторы А. Ренков, Б. Травкин и художник Е. Свидетелев. Особенно важным для фильма оказались кадры огромных масс воинов (татарских и русских), буквально закрывающих землю до горизонта. А. Ренков и Б. Травкин применили остроумную систему отражения в зеркалах поверхностного серебрения и многократным экспонированием добились ощущения огромных человеческих масс, хотя перед их камерой было менее 150 человек.
— Григорий Айзенберг, «Изобразительные возможности комбинированной съёмки» 1961
На протяжении многих лет Александр Ренков работал в тандеме с художником Зоей Моряковой, сделав не один десяток общих фильмов.
Одним из последних, связанных с экспедицией в Ялту, для Ренкова и Моряковой стал научно-популярный фильм «Сказочный мир Александра Птушко» (1988) по сценарию А. Захарова с собранными воедино картинами режиссёра-сказочника, на пяти из которых они работали — своеобразный итог совместной творческой деятельности.
Член Союза кинематографистов СССР (Москва).
Похоронен на Хованском кладбище.

### Семья
- брат — Николай Степанович Ренков (1906—1988), кинооператор, художник и сценарист;
- брат — Иван Степанович Ренков[укр.] (1915—1980), звукооператор на «Мосфильме», «Союзкинохронике», Украинской студии хроникально-документальных фильмов[11];
- сёстры — Екатерина Степановна (старшая) и Мария Степановна (младшая);
- жена — Мария Сергеевна Ренкова (1914—1999)[10], киномонтажёр на «Мосфильме»[10];
  - сын — Андрей Ренков (род. 1951), кинооператор[12].

## Изобретения
В 1971 году, работая над решением задач по картине „Командир счастливой «Щуки»“, вместе с художником З. А. Моряковой придумали и первыми осуществили на практике оригинальный способ комбинированной «подводной» съёмки:

…памятуя проблемы, с которыми пришлось столкнуться старшему брату при работе над фильмом «Подводная лодка Т-9», и понимая, что прямая съёмка общего плана лодки под водой невозможна, он не стал снимать макет подводной лодки в бассейне через смотровые иллюминаторы или камерой для подводной съёмки. А. Ренков вместе с художником З. Моряковой принимает парадоксальное решение: снимать лодку не под водой, а над водой и не в бассейне, а в павильоне. Для этого на полу павильона был установлен поддон с водой. На стену крепился большой белый фон, который отражается в воде. Макет подводной лодки, повёрнутый на 180 градусов, укреплялся на специальных растяжках, которые в свою очередь закреплялись на движущейся по потолку павильона монорельсовой тележке. Камера, также повёрнутая на 180 градусов, устанавливалась на малый операторский кран, что позволяло ей сопровождать движение макета. К потолку павильона на тонких верёвочках подвешивались макеты мин. В результате на экране создалась полная иллюзия съёмки движения подводной лодки сквозь минное поле, с проекцией её корпуса на водную поверхность.
— Дмитрий Масуренков, «Техника и технологии кино» 2006

Вскоре после выхода этого фильма в прокат в одном из павильонов ВДНХ была развёрнута масштабная экспозиция с наглядной демонстрацией метода съёмки перевёрнутого макета подводной лодки Щ-721 в окружении подводных мин.
В 1985 году было получено авторское свидетельство Государственного комитета СССР по делам изобретений и открытий.

## Избранная фильмография
- 1951 — Большой концерт
- 1953 — Застава в горах (совместно с И. Фелицыным)
- 1954 — Весёлые звёзды (совместно с Б. Горбачёвым)
- 1954 — Борис Годунов
- 1954 — Золотые яблоки
- 1955 — Первый эшелон
- 1955 — Счастливая юность / Весенние голоса
- 1955 — Сын
- 1956 — Безумный день
- 1956 — Дело № 306
- 1956 — Илья Муромец (совместно с Б. Травкиным)
- 1956 — На подмостках сцены (совм. с И. Фелицыным)
- 1958 — Хождение за три моря
- 1959 — Сампо
- 1959 — Хованщина (совместно с Н. Ренковым)
- 1959 — Люди на мосту
- 1961 — Алые паруса
- 1961 — В начале века
- 1962 — Мой младший брат
- 1962 — Яблоко раздора
- 1963 — СССР глазами итальянцев
- 1964 — Казнены на рассвете…
- 1964 — Метель
- 1964 — Сказка о потерянном времени
- 1965 — Время, вперёд!
- 1966 — Сказка о царе Салтане
- 1967 — Крепкий орешек
- 1967 — Таинственная стена
- 1968 — Далеко на западе
- 1968 — Золотой телёнок
- 1968 — Крах
- 1969 — Директор
- 1970 — Кремлёвские куранты
- 1970 — Посланники вечности
- 1971 — 12 стульев
- 1971 — Пой песню, поэт…
- 1972 — Командир счастливой «Щуки»
- 1972 — Сибирячка
- 1973 — Друзья мои
- 1973 — Райские яблочки
- 1974 — Если это не любовь, то что же?
- 1974 — Ливень
- 1974 — Любовь земная
- 1975 — Семья Ивановых
- 1976 — Три солнца
- 1977 — Судьба
- 1978 — Емельян Пугачёв
- 1979 — Возвращение чувств
- 1979 — Осенний марафон
- 1979 — Шествие золотых зверей
- 1980 — Белый снег России
- 1980 — Желаю успеха
- 1980 — Зелёная куколка
- 1980 — Идеальный муж
- 1982 — Красные колокола
- 1982 — Спортлото-82
- 1983 — Букет фиалок
- 1983 — Любовью за любовь
- 1983 — Одиноким предоставляется общежитие
- 1984 — Кто сильнее его
- 1985 — Багратион
- 1985 — Начни сначала
- 1985 — Репортаж с линии огня
- 1987 — Сад желаний
- 1987 — Старая азбука
- 1988 — Долой коммерцию на любовном фронте, или Услуги по взаимности
- 1988 — Сказочный мир Александра Птушко
- 1991 — Уроки в конце весны

Из послевоенного периода (1940—1950-е годы) дан не полный перечень картин, где трудился А. С. Ренков: из-за потребности печатать много сотен кинопрокатных копий для экономии плёнки немало кинематографических специальностей поначалу в титры не входило. К тому же в те годы

…комбинаторы не считались членами съёмочной группы и были выделены в отдельную категорию, с отдельной сметой и календарным планом.
— Нина Спутницкая, «Искусство кино» № 5 2015

## Награды
- почётное звание «Заслуженный работник культуры РСФСР» (28 марта 1974) — за заслуги в области искусства[18];
- нагрудный знак отличия Бронзовая медаль ВДНХ (7 декабря 1979) — за разработку и внедрение в производство методов комбинированных съёмок с использованием трёхгранной призмы и съёмку сложных комбинированных кадров в фильме «Командир счастливой „Щуки“»[19].